# Poecilasthena sthenommata
Poecilasthena sthenommata là một loài bướm đêm trong họ Geometridae.